# Fernando Riera
Pour les articles homonymes, voir Riera.
Fernando Riera Bauzá, né le 27 juin 1920 à Santiago et mort le 23 septembre 2010 dans la même ville, est un footballeur international et entraîneur chilien.

## Biographie
Fernando Riera participe à la Coupe du monde 1950 avec l'équipe du Chili. Sa première sélection avec le Chili a lieu en 1942, sa dernière en 1950.
Il est le sélectionneur de l'équipe du Chili lors de la Coupe du monde 1962 (le Chili termine troisième du tournoi).
Fernando Riera entraîne de nombreux clubs, dont notamment le Benfica Lisbonne, le CA Boca Juniors, le FC Porto et l'Olympique de Marseille lors de la saison 1973-1974.
Il est finaliste de la Coupe des clubs champions européens en 1963 alors qu'il est entraîneur du Benfica.
On peut lui accorder cette phrase : "Donnez un ballon à trois Brésiliens, chacun essaiera de l’accaparer pour jongler. Donnez un ballon à trois Argentins, ils se feront des passes." Il voulait ici insister sur la présence d'un sens instinctif beaucoup plus aigu du caractère collectif du jeu chez les Argentins par rapport aux joueurs brésiliens.
Il meurt le 23 septembre 2010 à l'âge de 90 ans.

## Carrière de joueur
- 1937-1938 : Club de Deportes Unión Española  Chili
- 1939-1950 : Club Deportivo Universidad Católica  Chili
- 1950-1952 : Stade de Reims  France
- 1953 : Deportivo Vasco de Caracas  Venezuela
- 1953-1954 : Football Club de Rouen 1899  France

## Carrière d'entraîneur
- 1954-1957 : CF Belenenses  Portugal
- 1958-1962 : sélectionneur du  Chili
- 1962-1963 : Benfica  Portugal
- 1964-1965 : Universidad Católica  Chili
- 1966 : Nacional  Uruguay
- 1966-1968 : Benfica  Portugal
- 1968 : Universidad Católica  Chili
- 1969-1970 : Espanyol Barcelone  Espagne
- 1971-1972 : Boca Juniors  Argentine
- 1972-1973 : FC Porto  Portugal
- 1973 : Deportivo La Corogne  Espagne
- 1974 : Olympique de Marseille  France
- 1974-1975 : Sporting Portugal  Portugal
- 1975-1976 : CF Monterrey  Mexique
- 1977 : Palestino  Chili
- 1977-1978 : CF Monterrey  Mexique
- 1978-1982 : Universidad de Chile  Chili
- 1983-1984 : Everton  Chili
- 1985-1988 : Universidad de Chile  Chili
- 1988-1989 : CF Monterrey  Mexique